# السيم العظيم
كان السيم العظيم، الذي عرف أيضًا بسيم الأربع أعوام، سيم (برلمانًا) الكومنولث البولندي الليتواني الذي عُقد في وارسو بين عامي 1788 و1792. كان هدفه الرئيسي يتمثل في استعادة سيادة الكومنولث، وإصلاحها، سياسيًا واقتصاديًا.
كان الإنجاز الرائع للسيم تبني دستور الثالث من مايو لعام 1791، الذي عادة ما وصف بأنه أول دستور وطني حديث مكتوب في أوروبا، والدستور الثاني في العالم بعد دستور الولايات المتحدة الأمريكية. كان الهدف من الدستور البولندي إصلاح ثغرات سياسية تراكمت منذ زمن طويل في كومنولث الدولة الاتحادية الليتوانية البولندية ونظام الحريات الذهبية الخاص به. طرح الدستور مساواة سياسية بين البرجوازية والشلختا ووضع القرويين تحت حماية الحكومة، الأمر الذي خفف من أسوأ أشكال سوء المعاملة التي تعرضت لها القنانة. ألغى الدستور مؤسسات برلمانية كالفيتو الحر، الذي وضع في إحدى المرات سيمًا تحت رحمة أية غرفة مندوبين يرغب، أو يتلقى رشوة من قبل صاحب نفوذ أو قوة خارجية، بإلغاء كافة التشريعات التي أُقرت من قبل ذلك السيم. سعى دستور الثالث من مايو ليحل محل اللاسلطة القائمة التي تبناها بعض أقطاب الرجعية في البلاد، مع ملكية دستورية أكثر مساواتية وديمقراطية.
أُلغيت الإصلاحات التي أقرها السيم العظيم ودستور 3 مايو لعام 1791 من قبل كونفدرالية تارغوفيتسكا وتدخل الإمبراطورية الروسية بناء على دعوة كونفدراليي تارغوفيتسكا.

## الجذور
كانت إصلاحات السيم العظيم تمثل استجابة لأوضاع الكومنولث البولندي الليتواني المحفوفة بالمخاطر بصورة متزايدة، والذي كان قبل قرن فقط قوى أوروبية كبرى والدولة الأكبر فعليًا في القارة. بحلول القرن الثامن عشر بات جهاز دولة الكومنولث يعاني من خلل بصورة متزايدة، وكانت الحكومة على وشك الانهيار، الأمر الذي أتاح لمصطلح «اللاسلطة البولندية» بأن يبرز، وكانت البلاد تدار من قبل جمعيات وأقطاب إقليميين. يرى العديد من المؤرخين أن من بين الأسباب الرئيسية وراء سقوط الكومنولث كان مؤسسة الفيتو الحر البرلمانية الغريبة، التي سمحت بشكل مبدئي منذ العام 1652 لأي مندوب في السيم بأن يلغي التشريع الذي أقر من قبل السيم. بحلول أوائل القرن الثامن عشر، سيطرت أقطاب بولندا وليتوانيا على الدولة، أو بالأحرى ضمنوا عدم تنفيذ أي إصلاحات قد تضعف امتيازاتهم، (ال «حريات الكبرى»). لم تنل المسألة زخمًا من قبل الملوك غير الفعالين المنتخبين لعرش الكومنولث نحو بداية القرن الثامن عشر، ولا من قبل الدول المجاورة التي كانت مكتفية برؤية الحالة المتدهورة لشؤون الكومنولث وكانت تنفر من فكرة ثورة وسلطة ديمقراطية على حدودها.
كانت الحركة الثقافية الأوروبية لعصر التنوير قد اكتسبت نفوذًا كبيرًا في بعض حلقات الكومنولث خلال حكم آخر ملوكها، ستانيسلاف أوغست بونياتوفسكي (1764-1795)، الذي تصادف مع التنوير في بولندا. في عام 1772، صدم التقسيم الأول لبولندا، وهو التقسيم الأقدم من بين 3 تقسيمات متتالية لأراضي الكومنولث في القرن الثامن عشر أزالت في نهاية المطاف بولندا من على خريطة أوروبا، سكان الكومنولث وجعل من الواضح للعقول التقدمية أنه ينبغي على الكومنولث إما أن يخضع لإصلاحات أو أن يهلك. في العقود الثلاثة الأخيرة التي سبقت السيم العظيم، كان هناك اهتمام متزايد بين المفكرين التقدميين بالإصلاحات الدستورية. وحتى قبل التقسيم الأول، أُرسل أحد النبلاء البولنديين، ميشال فيلهورسكي، مبعوث اتحاد بار، ليطلب من الفيلسوف الفرنسي غابرييل بونوت دي مابلي وجان جاك روسو أن يعرضوا اقتراحات لدستور جديد لبولندا جديدة. قدم مابلي نصائحه (الحكومة والقوانين في بولندا) في عامي 1770-1771، وكان روسو قد أنهى مقالته تأملات حول الحكومة في بولندا في عام 1772، في الوقت الذي كان فيه التقسيم الأول يجري بشكل مسبق. نشر مفكرون بولنديون وليتوانيون أعمالًا هامة في الكومنولث نفسه تؤيد الحاجة إلى الإصلاح وقدمت حلولًا محددة، من بين تلك الأعمال:
- ستانيسلاف كونارسكي، مؤسس جامعة النبلاء، (عن الإدارة الفعالة للمناظرات في السيمات العادية 1761-1763)
- جوزيف فيبيكي، مؤلف النشيد الوطني البولندي، (أفكار سياسية حول الحريات المدنية، 1775، رسائل وطنية، 1778-1778)
- هوغو كولاتاج، رئيس حزب تكتل كولاتاج، (رسائل مجهولة إلى ستانيسلاف مالاتشوفسكي، 1788-1789، القانون السياسي للأمة البولندية، 1790)
- ستانيسلاف ستازيتش (ملاحظات حول حياة جان زامويسكي، 1787)
- ونُظر أيضًا إلى هجاء إغناسي كراسيكي لعهد السيم العظيم بأن له أهمية محورية في منح الإصلاحات المقبلة دعمها السياسي والأخلاقي.

## الإجراءات

### 1789-1790
بدا أن فرصة كبيرة للإصلاح تطرح نفسها خلال سيم الفترة الواقعة بين عامي 1788-1792، الذي افتتح في 6 أكتوبر 1788، مع أعضاء بلغ عددهم 181، ومنذ العام 1790، بكلمات استهلال دستور 3 من مايو، واجتمع «برقم مزدوج»، حين انضم 171 مندوبًا منتخبين حديثًا إلى السيم المؤسس في وقت أبكر. في يومه الثاني حول السيم نفسه إلى سيم متحد لجعله منيعًا أمام خطر الفيتو الحر. كانت زوجة القيصر الروسي كاترين الثانية قد أصدرت موافقتها على اتحاد السيم قبل فترة، في فترة كانت تفكر فيها في أن الإنهاء الناجح لهذا السيم قد يكون ضروريًا إن كانت روسيا ستحتاج مساعدة بولندية في الصراع ضد الإمبراطورية العثمانية. انتُخب ستانيسلاف مالاتشوفسكي، الذي كان رجل دولة ينال احترام معظم الفئات، مارشالًا للسيم. 
تجمع العديد من مناصري الإصلاحات في الحزب الوطني. تلقت هذه المجموعة الدعم من جميع طبقات المجتمع البولندي الليتواني ومن جميع النخب السياسية والاجتماعية، بما في ذلك بعض أقطاب الأرستقراطية، مرورًا بالبياريست والكاثوليكيين التنويريين انتهاءً باليسار الراديكالي. سعى الحزب المحافظ، أو الحزب اليميني، بقيادة الأقطاب التقدميين، مثل إغناسي بوتوكي وشقيقه ستانيسلاف كوستكا بوتوكي والأمير آدام كازيمييريز تشارتوريسكي، إلى إقامة تحالف مع بروسيا وأيد معارضة الملك بونياتوفسكي. كان وسطيو الحزب الوطني، من بينهم ستانيسلاف مالاتشوفسكي، يرغبون بتسوية مع الملك. بحث الجناح اليساري الليبرالي (اليعاقبة البولنديون)، بقيادة هوغو كولاتاج (لذلك يُعرفون أيضًا ب«تكتل كولاتاج») عن دعم لشعب وارسو. في حين أيد الملك بونياتوفسكي أيضًا بعض الإصلاحات، لم يكن في البداية متحالفًا مع هذا الفصيل الذي مثله بوتوكي، والذي أيد صيغة جمهورية من الحكومة. 
بدا أن الأحداث التي يشهدها العالم تصب في مصلحة الإصلاح. كان جيران بولندا منشغلين بشدة بالحروب للتدخل بشكل قسري في بولندا، مع انخراط روسيا والنمسا في عمليات حربية ضد الإمبراطورية العثمانية (الحرب الروسية العثمانية 1787-1792 والحرب العثمانية النمساوية 1788-1791) ووجد الروس أنفسهم في حرب ضد السويد (الحرب الروسية السويدية). في البداية، كان الملك بونياتوفسكي وبعض المصلحين يأملون بأن يحصلوا على دعم روسي للإصلاحات، وحاولوا جر بولندا إلى التحالف الروسي النمساوي، إذ كانوا يرون في الحرب مع العثمانيين فرصة لتقوية الكومنولث. ولم تطبق هذه الخطة بسبب السياسة الروسية الداخلية. بعد رفضها من قبل روسيا، التفتت بولندا إلى حليف محتمل آخر، الحلف الثلاثي، الذي مُثل على المسرح الدبلوماسي البولندي من قبل مملكة بروسيا. نال هذا التوجه في التفكير دعمًا من سياسيين بولنديين مثل إغناسي بوتوكي وآدم كازيمييرز تشارتوريسكي. ومع تبدي أن الحلف البروسي البولندي الجديد سيوفر مأمنًا ضد التدخل الروسي، اقترب الملك بونياتوفسكي من قادة الحزب الوطني المؤيدين للإصلاح. نال هذا التحالف دعمًا أيضًا من خلال دعم نتائج انتخابات عام 1790 للتكتل الملكي أكثر مما دعمت بوتوكي، ونال التكتل المحافظ عددًا من المقاعد الجديدة يكفي لتهديد الإصلاحيين إن بقوا منقسمين. وعبر توسط سيبيوني بياتولي، بدأ بونياتوفسكي وبوتوكي في التوصل إلى إجماع على مقاربة تميل بصورة أكبر نحو الملكية الدستورية، وبدآ بالعمل على مسودة وثيقة دستورية. 
بشكل إجمالي، مرت السنتان الأولى والثانية من السيم مع عدد قليل من الإصلاحات الكبرى، وكان النصف الثاني من ولاية السيم فترة التغييرات الكبرى. 

### 1791-1792
أسفرت انتخابات خريف عام 1790 عن مجموعة جديد من المندوبين انضموا إلى أولئك المنتخبين مسبقًا. انتُخب مارشال ثان للسيم (كازيمييرز نيستور سابييها). وبالنظر إلى أن مالاتشوفسكي اعتُبر مرتبطًا بالإصلاحيين، نُظر إلى سابييها في البداية كمحافظ، ولو أنه سيغير موقعه في وقت لاحق وسينضم إلى الإصلاحيين. كان عدد المندوبين المزدوج يفوق القدرة قدرة غرف البرلمان على الاستيعاب، ولم يتمكن جميع المندوبين من الحصول على مقعد، تزايد الاهتمام العام أيضًا وغالبًا ما كان البناء بأكمله وقاعات المراقبة شديدي الازدحام.
في حين كان السيم يضم ممثلين عن طبقة النبلاء ورجال الدين فقط، نال الإصلاحيون الدعم من البرجوازية (شعب المدن)، التي نظمت في خريف العام 1789 مسيرة سوداء أظهروا فيها رغبتهم في أن يكونوا جزءًا من العملية السياسية. مع أخذ العبرة من أحداث مماثلة في فرنسا، ومع الخوف من أن عدم تلبية مطالب البرجوازية سيجعل من احتجاجاتها السلمية احتجاجات عنيفة، تبنى السيم في 18 أبريل 1791 قانونًا يتطرق إلى حالة المدن وحقوق البرجوازية (قانون المدن الملكية الحرة).